# Vinicius Mello
Vinicius Mello (Sapucaia do Sul, 2002. augusztus 19. –) brazil labdarúgó, az amerikai Charlotte csatárja.

## Pályafutása
Mello a brazíliai Sapucaia do Sulban született. Az ifjúsági pályafutását az Internacional akadémiájánál kezdte.
2021-ben mutatkozott be az Internacional felnőtt csapatában. A Rio Grande do Sul állami Gaúcho bajnokságban 2021. február 27-én, a Juventude elleni mérkőzésen debütált. Az országos ligában 2021. június 16-án, a Mineiro ellen hazai pályán 1–0-ra elvesztett mérkőzés 76. percében Yuri Alberto cseréjeként lépett pályára.
2022. január 1-jén az újonnan alakult, amerikai első osztályban érdekelt Charlotte együtteséhez igazolt.

## Statisztikák
2021. november 29. szerint
| Klub          | Szezon   | Osztály              | Bajnokság | Bajnokság | Kupa  | Kupa | Nemzetközi | Nemzetközi | Összesen | Összesen |
| Klub          | Szezon   | Osztály              | Meccs     | Gól       | Meccs | Gól  | Meccs      | Gól        | Meccs    | Gól      |
| ------------- | -------- | -------------------- | --------- | --------- | ----- | ---- | ---------- | ---------- | -------- | -------- |
| Internacional | 2021     | Campeonato Gaúcho    | 3         | 0         | 0     | 0    | —          | —          | 3        | 0        |
| Internacional | 2021     | Campeonato Brasilero | 8         | 0         | 0     | 0    | 2          | 0          | 10       | 0        |
| Internacional | Összesen | Összesen             | 11        | 0         | 0     | 0    | 2          | 0          | 13       | 0        |
| Charlotte     | 2022     | MLS                  | 0         | 0         | 0     | 0    | —          | —          | 0        | 0        |
| Összesen      | Összesen | Összesen             | 11        | 0         | 0     | 0    | 2          | 0          | 13       | 0        |

## Fordítás
Ez a szócikk részben vagy egészben  a   Vinicius Mello című angol Wikipédia-szócikk fordításán alapul.  Az eredeti cikk szerkesztőit annak laptörténete sorolja fel. Ez a jelzés csupán a megfogalmazás eredetét és a szerzői jogokat jelzi, nem szolgál a cikkben szereplő információk forrásmegjelöléseként.